# Jaime García Añoveros
Jaime Julián García Añoveros (Teruel, 24 de enero de 1932-Sevilla, 15 de marzo de 2000) fue un político, abogado y profesor universitario español. Fue ministro de Hacienda con la UCD tras la entrada en vigor de la Constitución Española.

## Estudios y carrera universitaria
García Añoveros estudió Derecho en la Universidad de Valencia, como becario en el Colegio Mayor San Juan de Ribera de Burjasot y se doctoró en 1956 en la de Bolonia como becario del Real Colegio de San Clemente de los Españoles. En sus inicios fue profesor ayudante y adjunto de la asignatura de Hacienda Pública en la Facultad de Derecho de Madrid. Desde 1961 y hasta su fallecimiento, fue catedrático de la Universidad de Sevilla, primero en la cátedra de Economía Política y Hacienda Pública, sustituyendo a Ramón Carande y desde 1971 catedrático de Derecho Financiero y Tributario.

## Actividad política
Fue elegido diputado por la provincia de Sevilla con la UCD, en las Cortes Constituyentes. Fue presidente de la Comisión de Economía y Hacienda, y posteriormente de la Comisión de Presupuestos y portavoz de UCD en la Comisión de Hacienda. Fue candidato a la presidencia de la Junta Preautonómica de Andalucía en 1978, siendo vencido por el candidato del PSOE, Plácido Fernández Viagas.

### Ministro de Hacienda
El 6 de abril de 1979 fue nombrado Ministro de Hacienda con Adolfo Suárez como presidente y continuaría como ministro tras la elección de Leopoldo Calvo-Sotelo como presidente hasta el 2 de diciembre de 1982. Como ministro, jugó un papel de primer orden en el diseño y ejecución de la reforma fiscal y en la modernización del sistema tributario que se había iniciado en 1977, con el ministro Fernández Ordóñez. Durante su mandato promovió la aprobación de la Ley Orgánica de Financiación de las Comunidades Autónomas (LOFCA) y negoció la ley del concierto económico vasco, que incluyó el denominado cupo vasco.

## Publicaciones
Publicó varios libros de carácter técnico sobre su especialidad y ha dirigido otros de estudios sobre economía regional. Autor de numerosos artículos sobre temas fiscales y económicos